# Adventurers (draineurs)

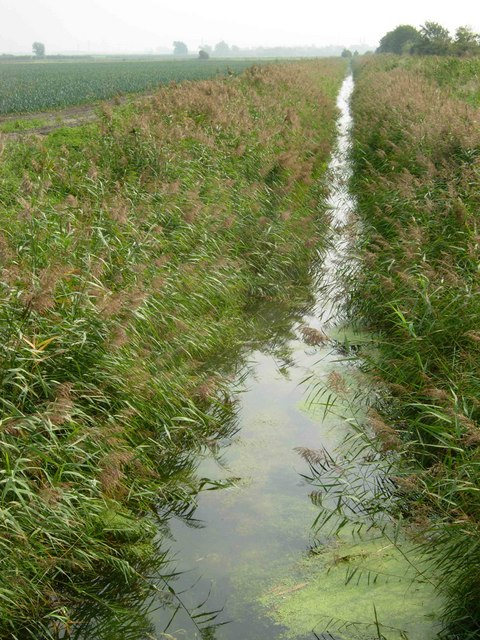
Marais des Aventuriers. Un filon de marais (ou canal de drainage ouvert).

Les aventuriers étaient des groupes d’ingénieurs anglais et hollandais, ainsi que des riches propriétaires terriens, qui ont financé des projets de drainage à grande échelle au XVIIe siècle, en échange de droits sur certaines des terres récupérées.

## Premiers entrepreneurs
Les travaux de drainage des sols étaient coûteux et étaient généralement entrepris dans des zones à faible densité de population. Au dix-septième siècle, un certain nombre de projets de ce type ont été réalisés par des aventuriers agissant sous l’autorité du Parlement, mais financés par eux-mêmes. En retour, ils ont acquis les droits sur les terres récupérées à la suite des travaux de génie civil.
L'un de ces projets était l'assèchement des Bedford Levels (niveaux de Bedford). La Bedford Level Corporation était chargée des travaux, qui, une fois conçus en 1630, créeraient de vastes étendues de "summer lands" ("terres d’été"), qui seraient propices au pâturage pendant les mois d’été, mais risquaient néanmoins d’être inondées en hiver. Les fonds pour les travaux ont été fournis par le comte de Bedford et treize autres aventuriers. Sur les terres récupérées, les quatorze hommes devaient recevoir 43 000 acres (170 km2) à partager, tandis que 12 000 acres (49 km2) devaient être donnés au roi, et 40 000 acres supplémentaires (160 km2) étaient destinés à fournir des revenus pour maintenir les travaux une fois achevés. L'ingénieur néerlandais Cornelius Vermuyden fut employé pour exécuter les travaux. Le 12 octobre 1637, il fut jugé achevé lorsque le Court of Sewers (tribunal des égouts) se réunit à St Ives. Cependant, la décision était insatisfaisante et la Royal Commission of Sewers (Commission royale des égouts) l’a invalidée en 1639, lorsqu’elle s’est réunie à Huntingdon. Une loi adoptée par le Parlement en 1649 autorisa le cinquième comte de Bedford à effectuer d'autres travaux, de sorte que le terrain puisse être utilisé tout au long de l'année pour l'agriculture. Une autre loi a suivi en 1660, mais après les premières améliorations, les régimes se sont progressivement détériorés et la Bedford Level Corporation a eu de plus en plus de difficultés à trouver des personnes prêtes à investir leur argent, alors que le résultat était si risqué.
Outre les difficultés techniques rencontrées par les aventuriers, il y avait également une opposition de ceux qui estimaient que leurs travaux affectaient leur gagne-pain. En 1631, un groupe d’aventuriers dirigé par Sir Anthony Thomas a été autorisés à drainer le East Fen, le West Fen et Wildmore au nord et à l’ouest de Boston, dans le Lincolnshire. Ils ont dépensé environ 30 000 £ pour les travaux et ont reçu 16 300 acres (66 km2) de terres asséchées. Ils ont ensuite dépensé 20 000 £ en améliorations et bâtiments, et le loyer a généré environ 8 000 £ de loyer par an.. La terre était auparavant extra-paroissiale, sur laquelle les habitants des villages adjacents avaient des droits de pâturage. Après sept ans, les Commoners se sont révoltés en 1642, détruisant les écluses, détruisant les récoltes et détruisant les maisons. Les aventuriers ont porté l'affaire devant la Chambre des lords, qui a adopté un projet de loi  "relief and security of the drainers" "soulagement et la sécurité des draineurs", mais la Chambre des communes s'est montrée moins favorable, refusant de prendre parti. Ils ont ordonné que le shérif et les juges de paix locaux agissent pour prévenir et réprimer les émeutes. Les membres ordinaires ont ensuite porté leurs griefs devant le tribunal et ont obtenu gain de cause. Le résultat fut que, lorsque la monarchie fut restaurée en 1661, la direction des Fens revint à la Court of Sewers (Cour des égouts) et resta en mauvais état jusqu'au milieu du XVIIIe siècle.
Au sud de Boston, le comte de Lindsay et un autre groupe d’aventuriers sont confrontés à des problèmes similaires. Après avoir conclu un accord avec la Court of Sewers, ils ont travaillé à l'assèchement des Lindsay Levels (niveaux de Lindsay), dont le principal dispositif était le drain South Forty-Foot Drain, qui parcourait 39 km de Bourne à Boston. Les terres récupérées étaient propices à l'agriculture et en 1636, ils en prirent possession, construisant des maisons et des cultures. Encore une fois, Commoners et Fenmen estimèrent avoir été dépossédés et tentèrent de faire en sorte que le Parlement se prononce en leur faveur. Au bout de trois ans, ils ont renoncé à leurs efforts pour trouver une solution juridique et ont pris des mesures directes pour détruire les drains, les bâtiments et les cultures. Dans la tourmente politique du moment, juste avant le début de la guerre civile, les aventuriers n’ont reçu aucune indemnité pour leur perte.